# Centro de artes de Seúl
El Centro de artes de Seúl (en coreano: 예술의 전당) es un centro cultural en Seocho-gu, la zona sur de Seúl, Corea del Sur.
Ocupa una superficie de 12.0350 m², consta de muchas salas y centros de muchas formas artísticas diversas. Su construcción inició en 1984, y abrió sus puertas en 1993. Fue iniciado con la idea de proporcionar un aspecto más sólido a las artes coreanas y la escena cultural, y para que las artes coreanas tuvieran nivel internacional. Consta de una sala principal par festivales, Sala de Caligrafía, sala de Música, Centro de las Artes, Centro de Archivos, Sala de Educación, que están alojados en el interior, y una Plaza Circular, calle de Reuniones, Jardines tradicionales coreanos, un teatro al aire libre y un mercado.
La sede central, es una Casa de Ópera.